# 蔡冠倫
蔡冠倫（1941年6月28日—2011年5月3日），生於台灣台北市，籍貫江蘇青浦（今上海市青浦區），前中華民國空軍少校，中國國民黨籍，黑幫四海幫創幫大老、幫主及精神領袖，綽號「老哥」、「蔡霸子」。中年曾參與政治，參選立法委員，晚年投身企業，為冠倫集團總裁。

## 生平
蔡冠倫在台北市的中山北路長大，1954年就讀勵行中學時，與其他十五位青少年組成四海幫，由馮竹語任老大。蔡冠倫為創幫初期的成員裡年紀最輕，他們是外省第二代與眷村子弟組成的團體，經常與萬華地區的本省角頭械鬥，是最早在外省掛黑道鬥毆中使用散彈槍的團體。因當時警察局少年隊隊長魯俊管理這些不良少年時，發現蔡冠倫的資質不錯，勸告蔡冠倫不要繼續待在黑社會。他於是認真準備考試，得以考取空軍官校第44期，加入中華民國空軍。進入空軍部隊後，他擔任F-104星式戰鬥機的飛行員。期間，曾經三次失事，但都平安歸來。最後以少校退伍。
1971年，他退伍後回到正值分崩離析的四海幫，並且與綽號「偉民」劉偉民、「大寶」陳永和重新崛起復興四海幫，因此該勢力被稱呼為「新四海」，其勢力與劉偉民、陳永和等人被並稱為新四海三大家族。根據時報周刊當時的報導，蔡冠倫擁有8個直系堂口，每個堂口少則200多人，最大有800餘人。
1984年，竹聯幫主導的江南案爆發，導致台灣政府施行一清專案全國大掃黑，被視為四海幫領導之一的蔡冠倫因此被掃黑入獄。1987年12月，時任幫主的劉偉民於日本新宿遭槍殺身亡，四海幫群龍無首時，於1988年出獄的蔡冠倫出線掌權成為四海幫新幫主。並且於1992年、1995年兩次涉入政府參選中華民國立法委員，受到媒體大篇幅追蹤報導而知名度大昇，但因其四海幫幫主身份及其背景過於敏感，其勢力及生意多次遭到台灣警方掃蕩，兩次參選立委皆落選導致名聲一落千丈，因此逐步淡出四海幫核心。
1996年治平專案全國大掃黑時期，也是首批被送到綠島管訓的黑道大哥，與本省縱貫線老大「黑松」蔡永常同處隔壁監牢。出獄後開始轉而做生意，與黑道逐漸遠離，並且創辦「冠倫集團」投入商場，鮮少涉入黑幫事務，但也因其身份及資歷，一直被視為是四海幫的大老及精神領袖。
2010年6月28日，因四海幫海亮堂堂主陳亮旭以四海幫名義暴力討債，遭警方監聽到他與陳亮旭之間的通話。警方以涉嫌教唆小弟討債罪嫌，將他逮捕後移送檢察官偵查。
2011年5月3日，蔡冠倫在開車途中因心肌梗塞發作送醫不治，享年71歲。。檢方則因嫌犯死亡，將其涉嫌教唆暴力討債部份簽結，中止偵辦。同年5月15舉辦告別式，來自各地親友皆來送行致意。

## 家庭
其子蔡君飛，2007年，娶侯孝賢之女侯蘊華為妻。
其弟「阿咪」蔡冠民亦為四海幫大老，在四海幫內也有著重要的地位，時常出現在四海幫的重要場合上。網路媒體與報章雜誌常將蔡冠倫的綽號誤植為「阿咪」，實際上這是蔡冠倫稱呼其弟蔡冠民為「阿民」的諧音。而蔡冠倫的綽號「老哥」，則是來自其弟蔡冠民對蔡冠倫的稱謂。

## 軼聞
蔡冠倫做為老四海的創幫成員，同時也被視為是新四海的領導人。1971年從空軍退役之後，四海幫正處於各立山頭的鬆散狀態，蔡冠倫藉由其弟「阿咪」蔡冠民的輔佐重回四海幫，並在台北火車站一帶開設西餐廳與投資旅館業投入商場，藉由經商結識各路人馬重新凝聚自己的勢力，並受到同為出身於老四海的幕後金主蔣克倫的支持，亦成為眾多山頭之一而被外界視為新四海老大。當時較為年輕且曾追隨其弟的劉偉民、陳永和等人，早期曾受到蔡冠倫及蔡冠民兄弟幫助，茁壯之後三人勢力也被並列為新四海三大家族。
四海幫與竹聯幫從成立壯大以來既爭鬥不斷，即使在這敵對的背景之下，蔡冠倫依舊與竹聯幫的董桂森等人，在1980年代初期合伙成立「四聯公會」，並掌管台北市期貨公司以及介入餐廳、賭場等行業壯大勢力，當代雖以劉偉民被視為新四海幫主，然而蔡冠倫也被視為是幕後老大。蔡冠倫因一清專案掃黑緣故於1988年出獄之後竄起掌權，成立多家企業公司，對外便以「四海機構冠倫企業」負責人為名活動，旗下掌管多家企業與堂口，被各界視為幫主，亦被稱為「蔡霸子」。

## 外部連結
- 鳳凰衛視 黑白邊緣：台灣幫派浮沉錄